# ヒスイラン属
ヒスイラン属（翡翠蘭属、学名：Vanda）は、東南アジア原産のラン科の属。学名からバンダ属とも呼ぶ。かつては、アスコセントラム属やパピリオナンセ属も含んでいた。

## 概説
ヒスイラン属は、東南アジアを中心に自生し、約60種が知られている。多くの種は樹木に着生する着生植物。茎が長く伸び、葉を互生させる。花は茎の側面から枝を伸ばして1-多数をつける。
東南アジア原産で、洋ランの中でも大抵あまり耐寒性は強くない。耐寒性の強いヒスイラン Vanda coerulea で5℃程度が必要である。

## 形態的特徴
ヒスイラン属の種はカトレアのように多肉質の偽球茎（バルブ）を持たない。茎は長く伸び、まれに分枝する。茎は着生する樹皮にそって伸び、白く太い根を樹皮に張り巡らせて生活している着生植物。この根は空気中の水蒸気を吸収する吸水根となっている。茎先端はやや立ち上がる。葉は茎にそって2列生し、左右に広がる。葉は細長く、厚く革質で硬い。
花茎は茎の先の葉の付け根から出て、単独か、多数の花を総状に着ける。花は平らに開いて咲く。副弁がやや大きく発達し、全体に丸っこい花形となる。唇弁は3裂する。

## 分布と生育環境
インドから東南アジア、中国南部、ニューギニア、オーストラリア、ソロモン諸島、フィリピンなどに分布する。日本には尖閣諸島に1種（コウトウヒスイラン V. lamellata）のみを産する。
自生地では、年間を通して湿度を保てる環境で生活している。

## 洋ランとして

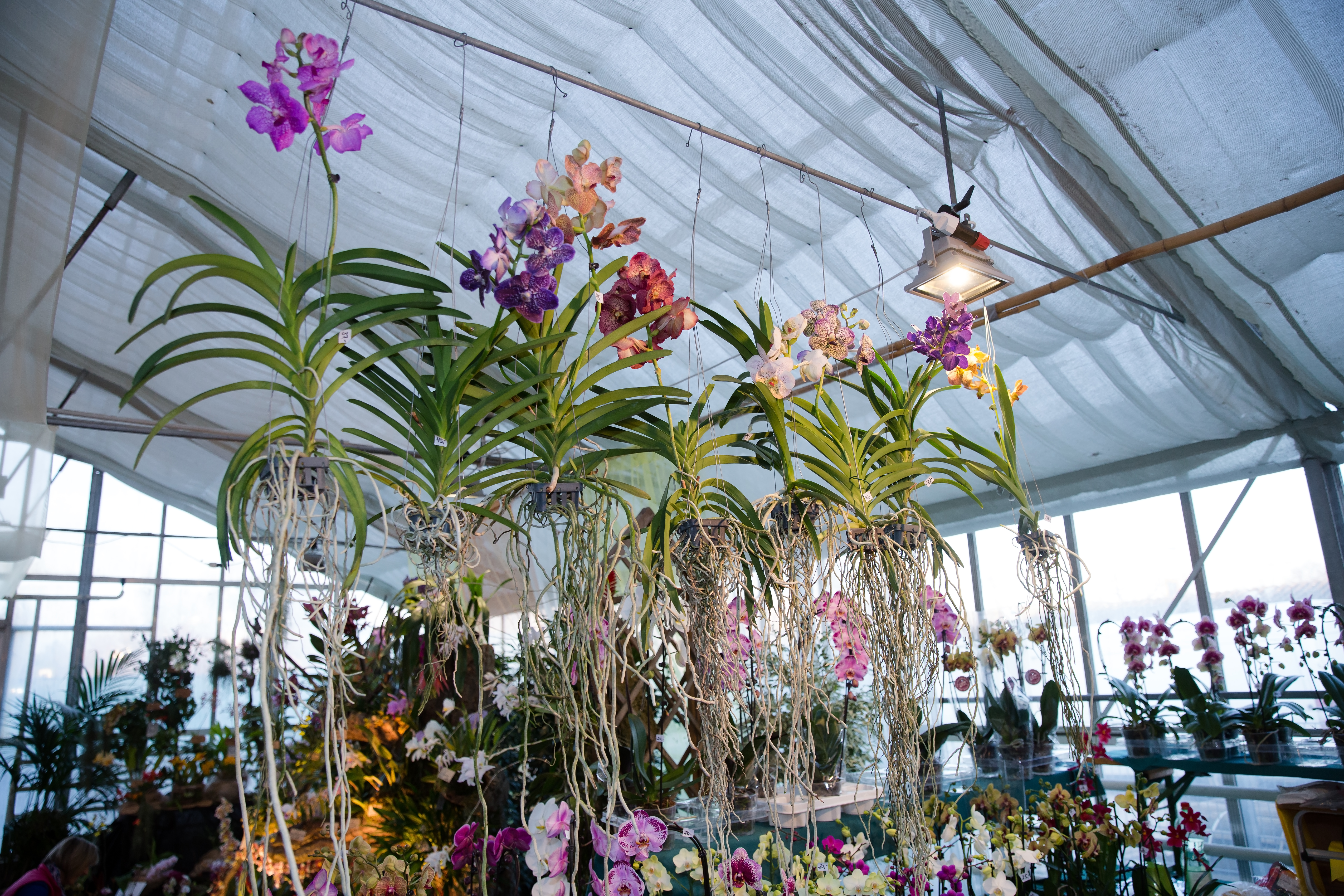
温室で栽培される様子・バスケットから根がはみ出ている

洋ランとして栽培され、四大洋ランには含めないものの、ファレノプシスとともに重要なものとされる。ただし、大柄でしかも年間を通して高温多湿を要求するため、日本本土で栽培する場合は本格的な温室で行うのが望ましく、一部小型種をのぞいては家庭での栽培は難しい。一方でフィリピン等の熱帯湿潤な環境では特に何も世話をしないでも育つ。
本種の特徴として培養土などを一切使わない栽培が行われる。
通常の植物を鉢植えする場合、腐植土などを用いて鉢の中に根を埋め込む。しかしラン科植物の場合、特に着生種を栽培する場合、根が通気を要求し、過剰な肥料分を好まないため、肥料分が少なくて通気のよい素材を培養土として用いる。バンダ類の場合はこれが極端であり、バスケット栽培と呼ばれる特殊な栽培法を用いる。
これは木枠だけの籠状のものにそれ以外は何も入れず直接に植物を入れ、根を籠目に通して固定するだけというものである。この状態で通気のよいところにぶら下げ、適宜水を与える。植え替えの際も籠から出して枯れた根や茎を整理し、新たな籠に入れるだけである。施肥をする場合はゆっくり水に溶けるような肥料を袋に入れ、茎に結びつけておく。

## 主な種
- ヒスイラン V. coerulea Griff. ex Lindl.
- V. cristata
- V. denisoniana
- V. hookeriana
- コウトウヒスイラン V. lamellata Lindl.
- V. lilacina
- V. luzonica
- V. saneriana
- V. subconcolor
- V. teres
- ヒョウモンラン V. tricolor Lindl.

## ギャラリー

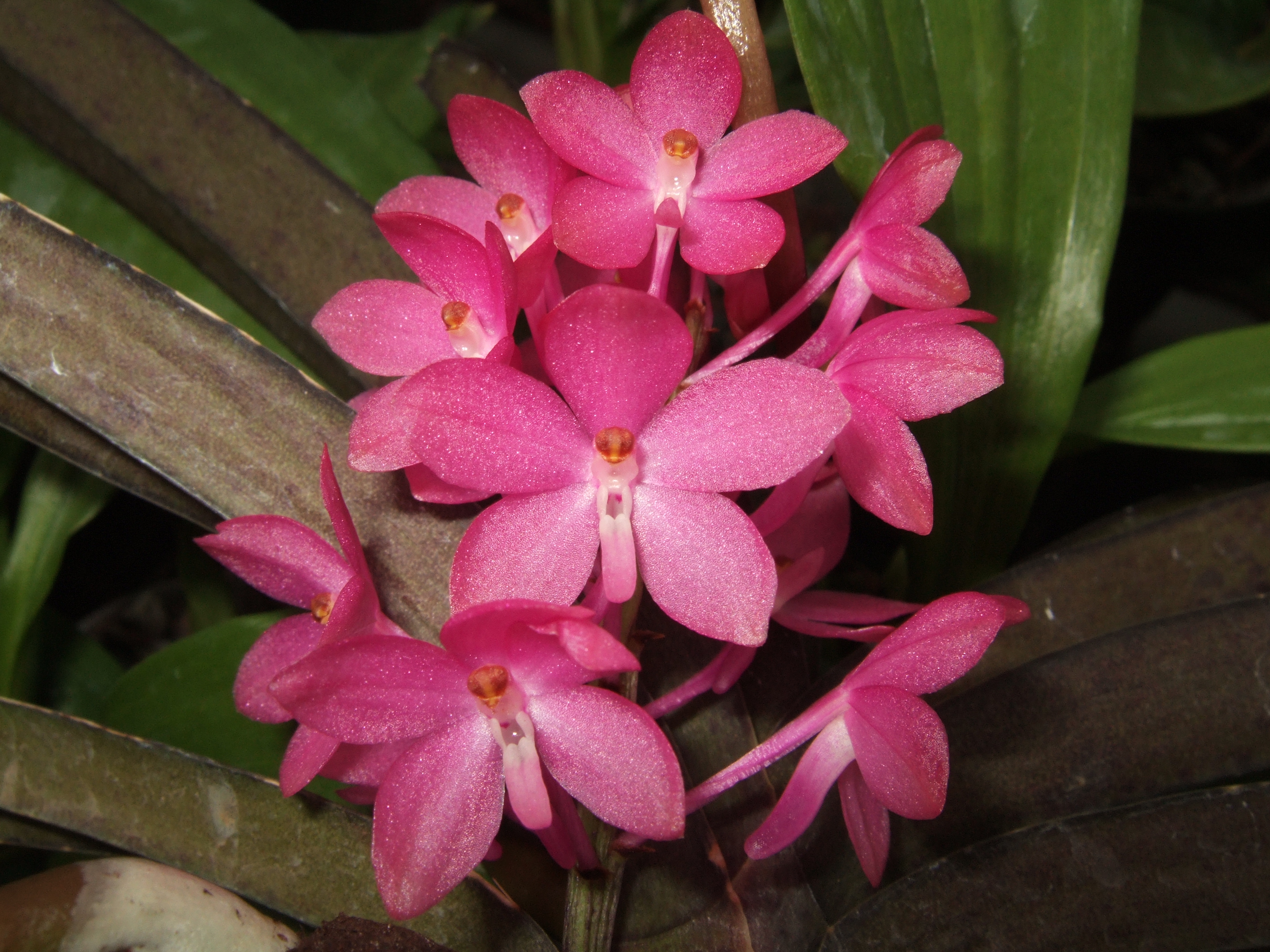
Vanda ampullacea
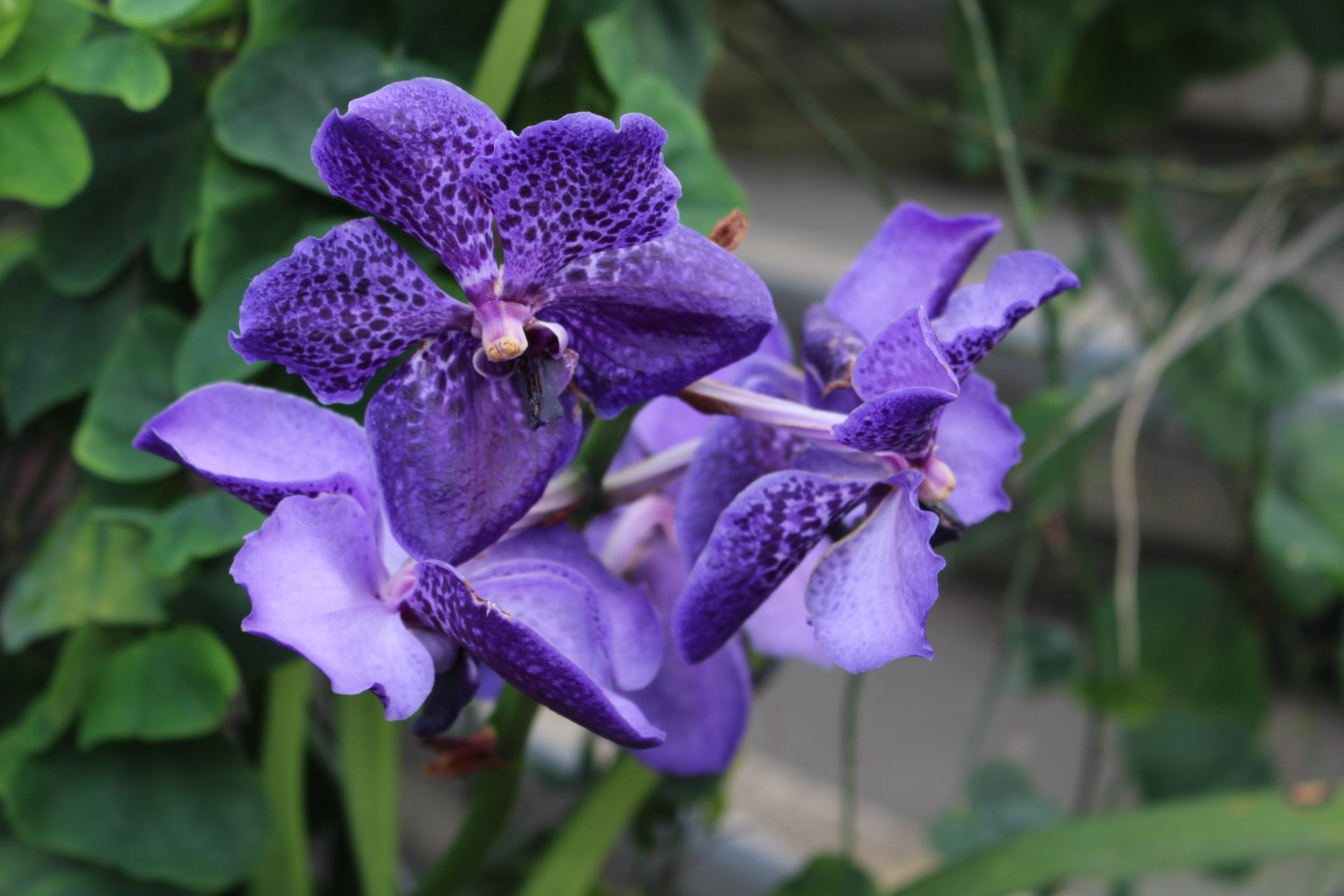
Vanda Robert's Delight
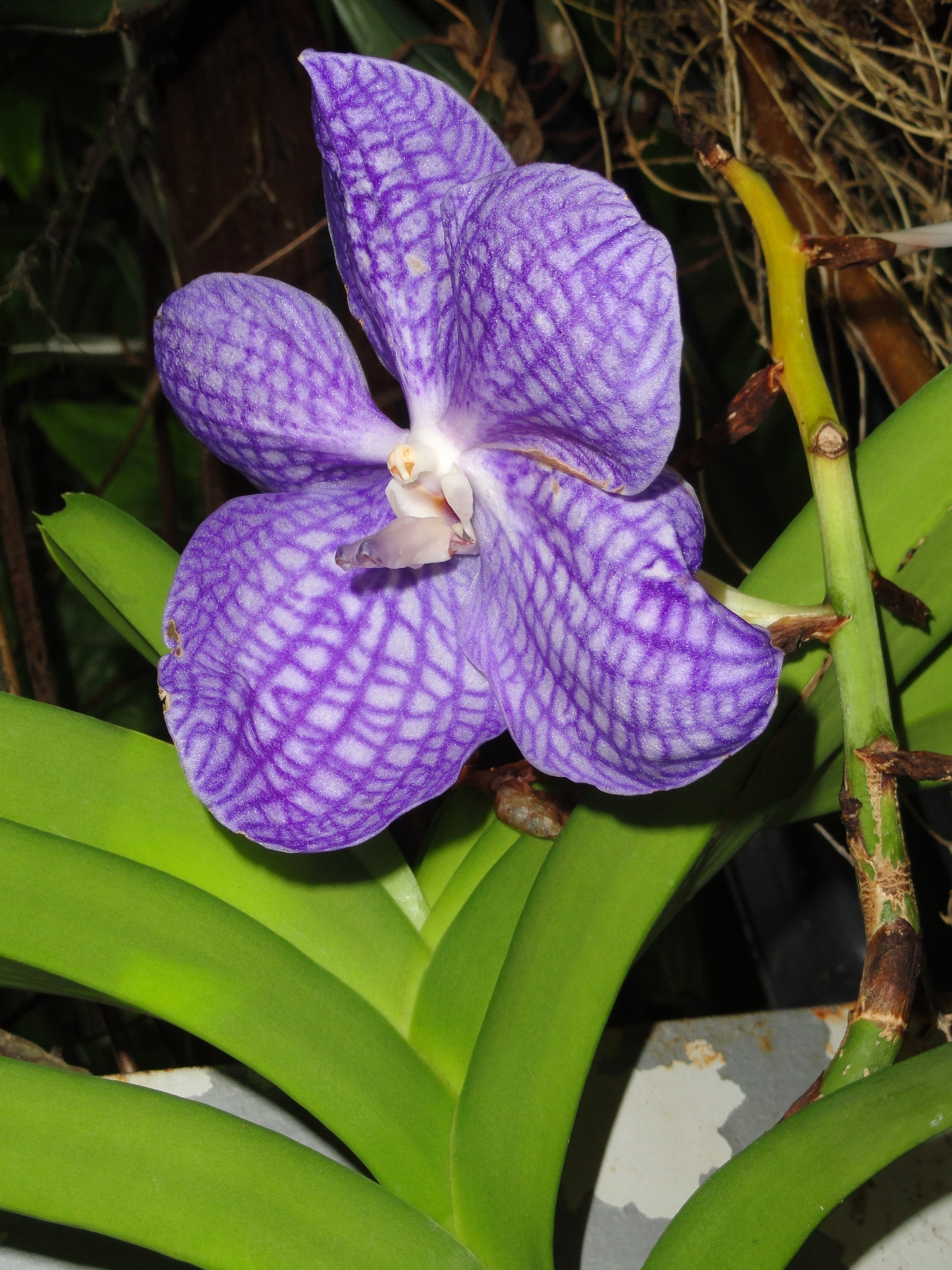
ヒスイラン Vanda coerulea
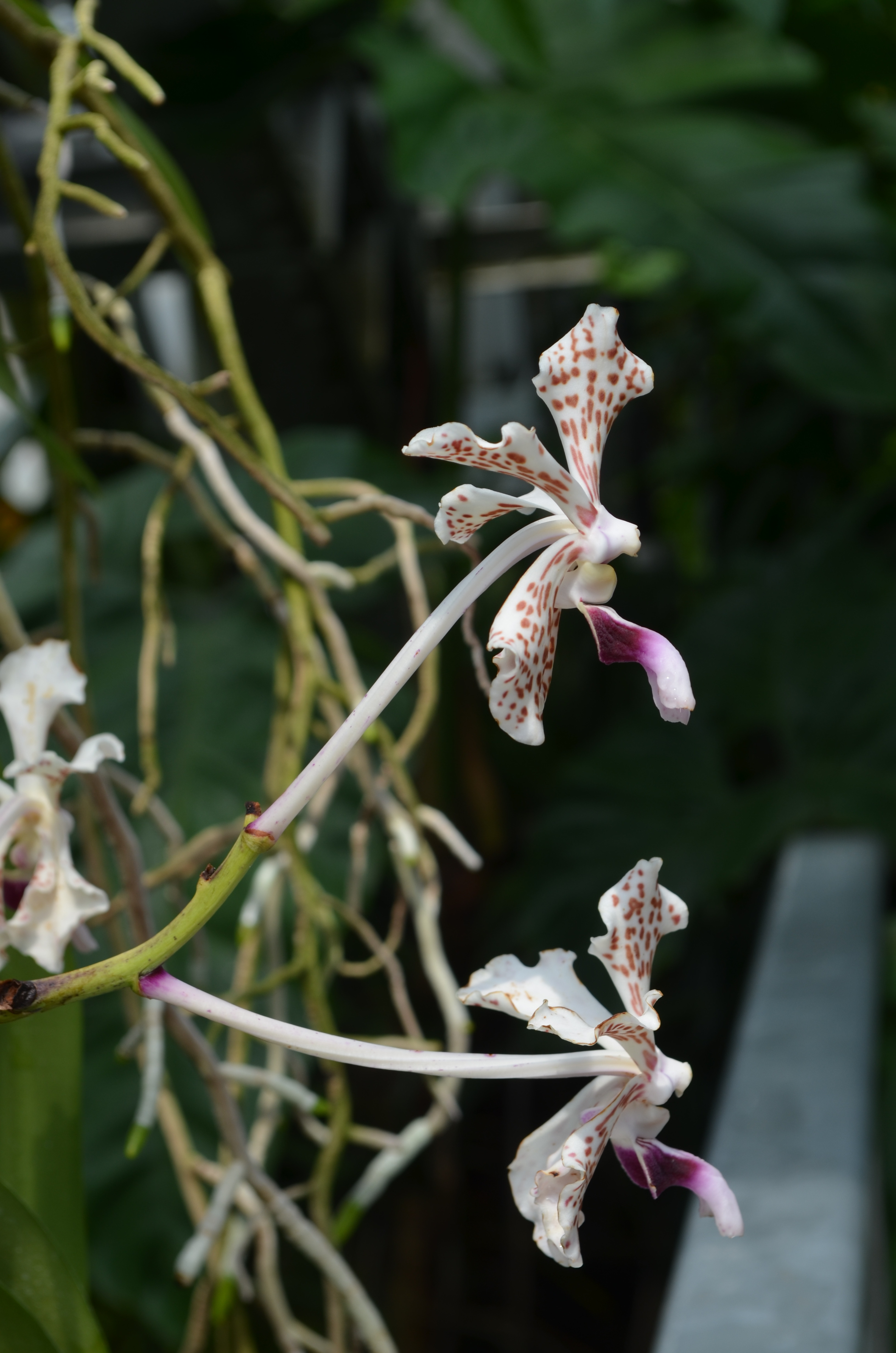
ヒョウモンラン Vanda tricolor
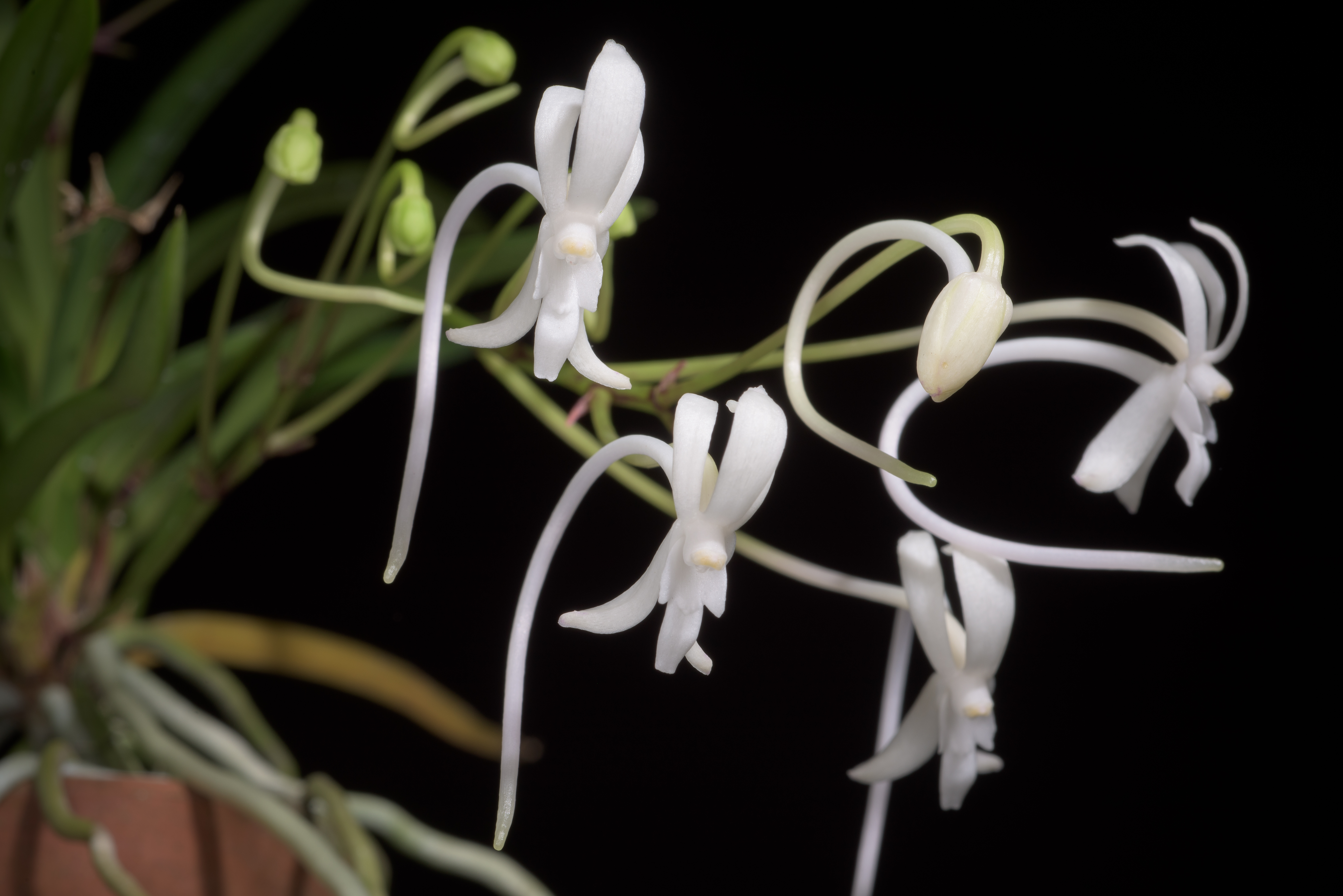
フウラン Vanda falcata
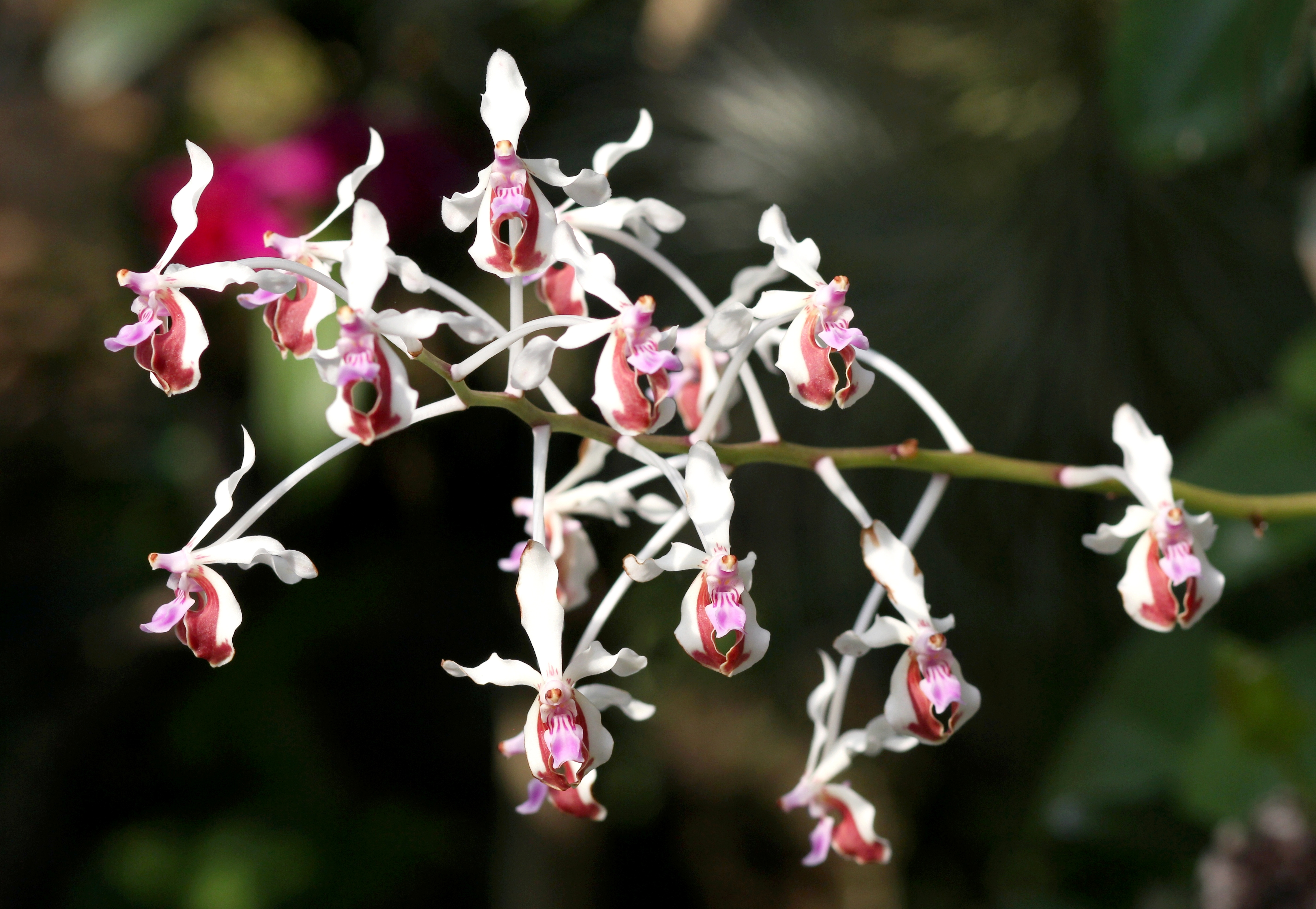
コウトウヒスイラン Vanda lamellata
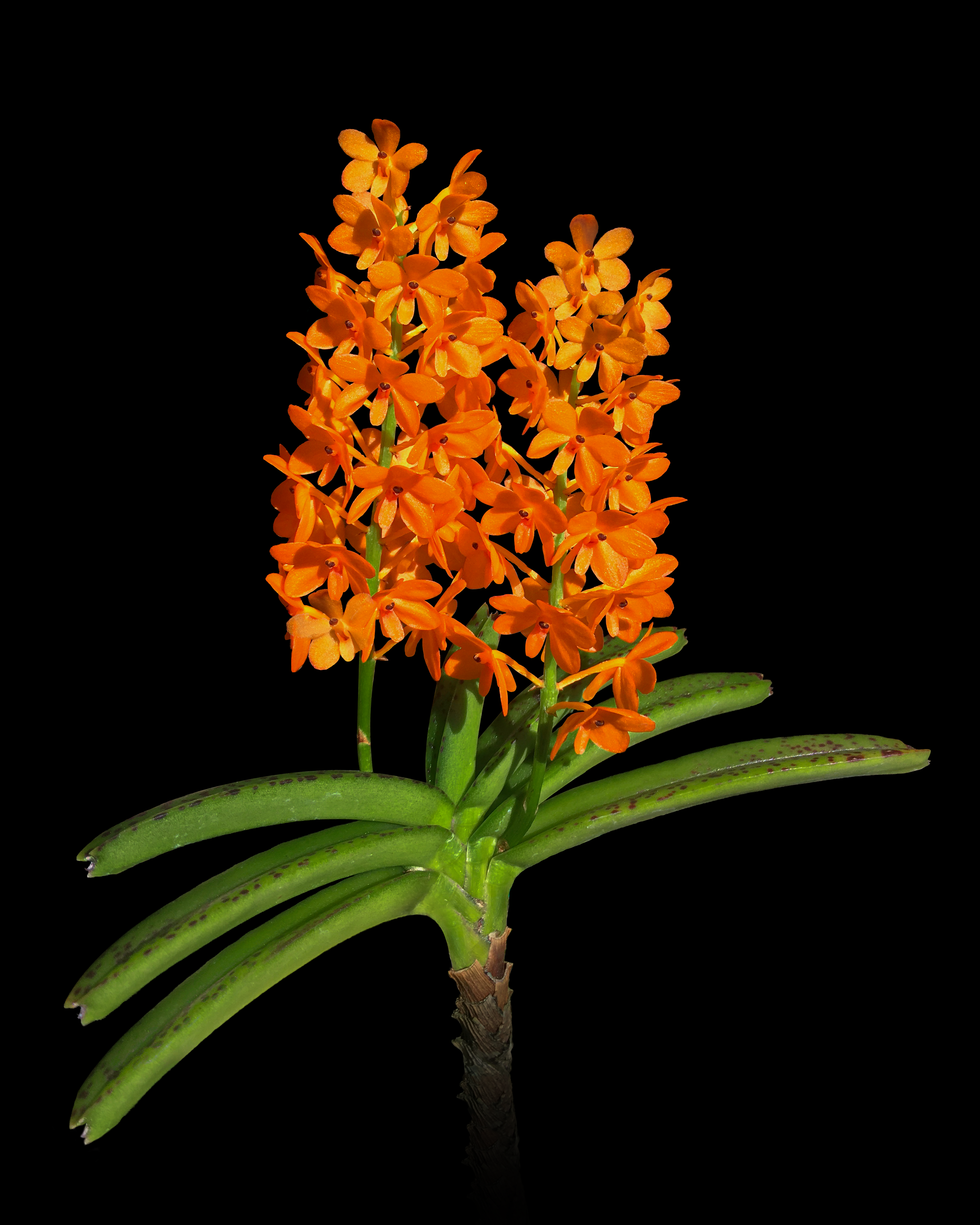
Small orchid Vanda garayi in bloom. Vanda garayi
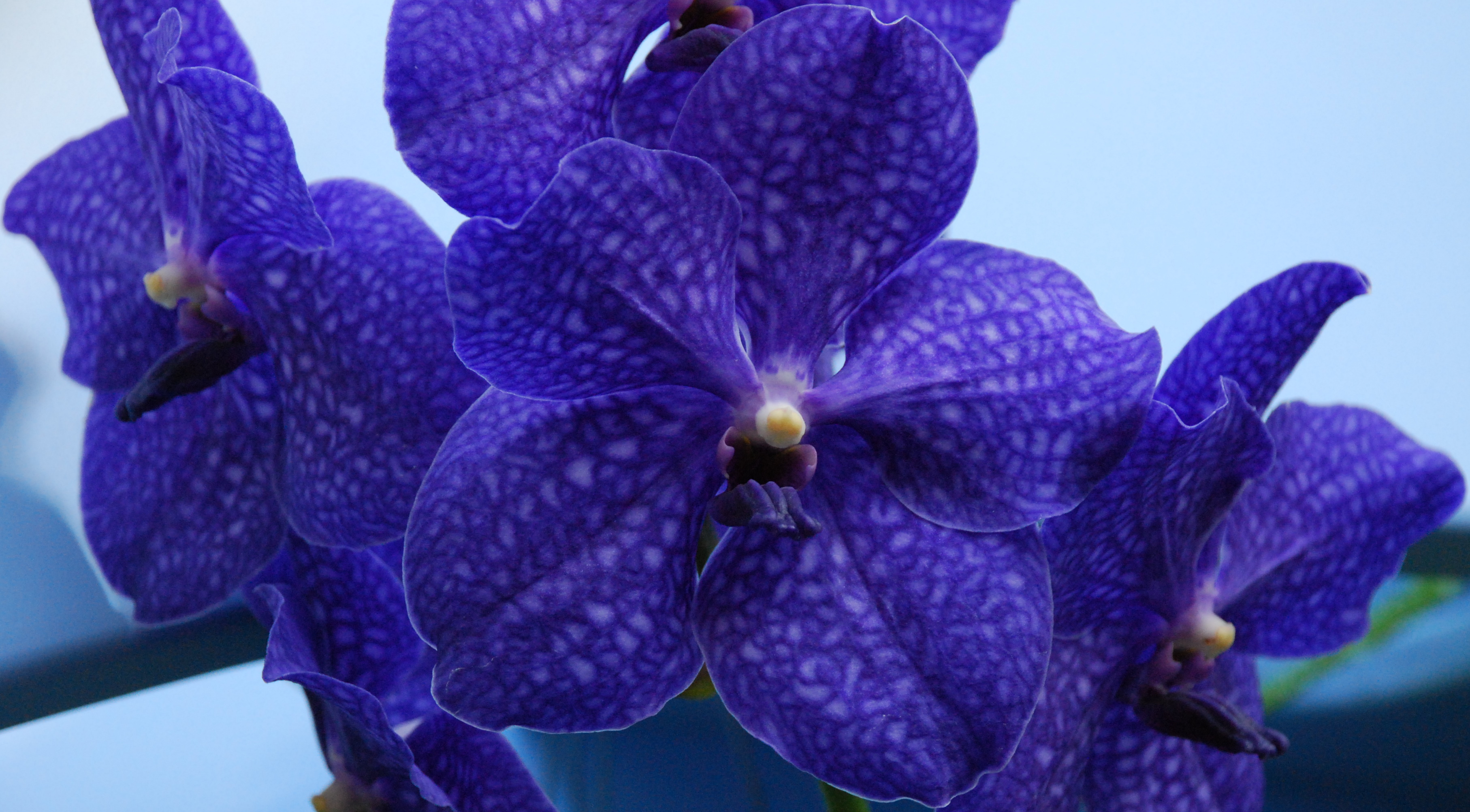
Vanda 'Pachara Delight'
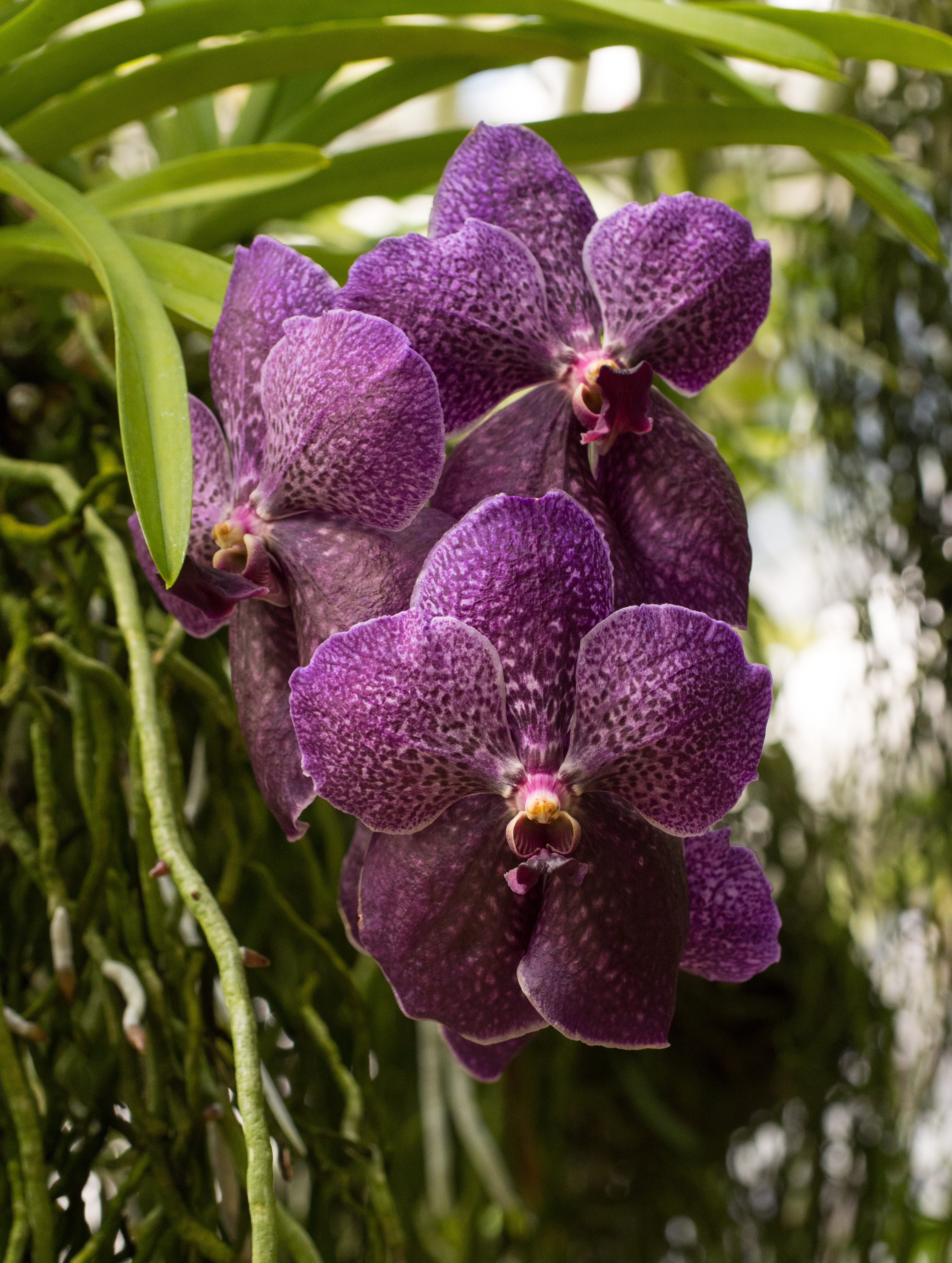
Vanda Robert's Delight' × 'Crownfox Magic'
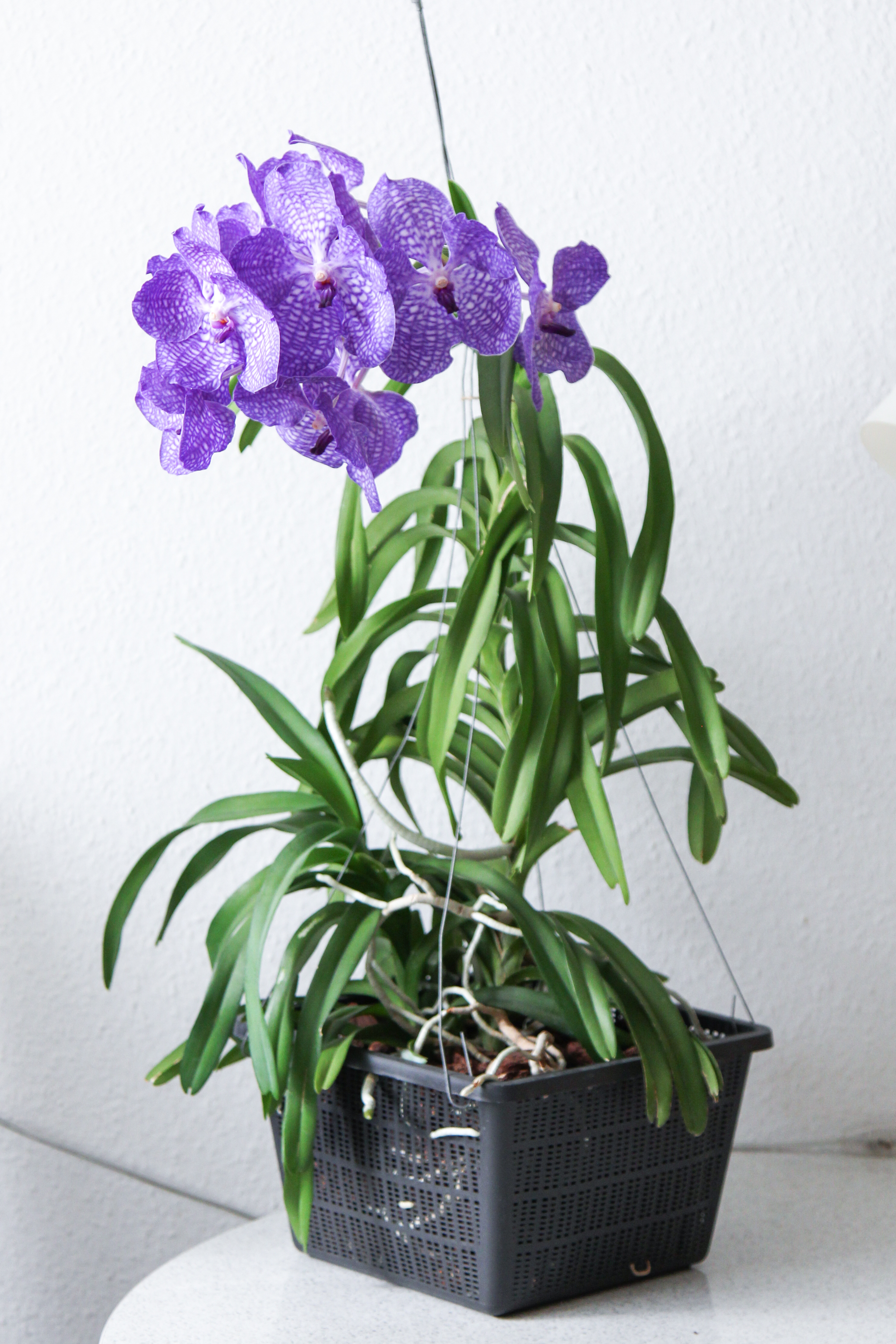
Vanda 'Sansai Blue'